# السادس من أكتوبر (مدينة)
مدينة السادس من أكتوبر (باللهجة المصرية: مدينة ستة أكتوبر)، هي مدينة مصرية جديدة من مدن الجيل الأول، تقع في محافظة الجيزة، وتتبع إدارياً لهيئة المجتمعات العمرانية الجديدة، أنشأت بقرار رئيس جمهورية مصر العربية رقم 504 لسنة 1979، للتقليل من الكثافة السكانية لمدينة الجيزة، تقع على بعد 38 كم من القاهرة وتتميز بانخفاض كثافتها السكانية وأيضا انخفاض درجة حرارة الجو عن القاهرة وذلك لارتفاعها عن سطح البحر سُميت المدينة بهذا الاسم تيمناً بحرب السادس من أكتوبر عام 1973، مثلها مثل المدن الأخرى التي سميت على نفس النسق مثل (مدينة السادات – مدينة العاشر من رمضان – مدينة العبور).

## التاريخ

محور الكفراوي (نسبة لحسب الله الكفراوي)

تم التخطيط للمدينة في عهد الرئيس الراحل أنور السادات، وتعد أحد المشروعات الضخمة التي نفذتها وزارة التخطيط في عهد الوزير حسب الله الكفراوي، وهي تعتبر من أنجح المدن الصناعية في مصر، كما أنها تعد أكثر المدن الجديدة عمراناً حيث تضم 12 حي ضمن كردون المدينة وتوسعت إلى أبعد من ذلك في سنوات قليلة كما تعددت التجمعات العمرانية الخاصة، وتمتاز أغلب أحيائها بالتنظيم المعماري الجيد والطرق الممهدة، ولا يزيد ارتفاع مبانيها عن عدة طوابق وتضم المدينة صروح تعليمية عديدة فبها أكبر جامعتان مملوكة للقطاع الخاص بالإضافة إلى جامعات أخرى متخصصة، وبها أيضاً مستشفيات عامة ومستشفيات خاصة كبرى، وبها أيضاً عدد ضخم من المعاهد العليا والمتوسطة يصل إلى أكثر من ثلاثين معهد اًعالياً وبها أيضاً عدد من المراكز التجارية الكبرى وعدد من المدن الترفيهية ولها مطارها الدولي الخاص بها، وبها أيضاً وبها وحدة التحكم الرئيسية للقمر الصناعي العربي نايل سات، وبها العديد من أستديوهات الإنتاج التلفزيوني والسينمائي، ينتج فيها الكثير من الأعمال الفنية المصرية والعربية، وهذا دفعها أن تكون محافظة مستقلة بدئاً من عام 2008 وحتى عام 2011 وتحمل اسم «محافظة 6 أكتوبر» ثم عادت مدينة مرة أخرى بعد ثورة 25 يناير.

## المخطط العام
تنقسم المنطقة السكنية في مدينة السادس من أكتوبر إلى أحياء وكل حي مقسم إلى مجاورة والأحياء السكنية مقسمة رقمياً من الأول إلى الثاني عشر بالإضافة إلى عدة أحياء أخرى وهم الحي المتميز وحي الورود وحي البشاير وحي الأشجار وحي غرب سوميد ومنطقة جنوب الأحياء السكنية والمناطق الشمالية السياحية.
وتحتوى منطقة جنوب الأحياء السكنية العديد من التجمعات السكنية من أشهرها: البستان وحي الزمالك وحي السكرية ومشروع الإسكان الحر ومشروع إسكان المستقبل وحي الزهور ومشروع 103 ومشروع 109 ومشروع أبو الوفاء ومشروع الشباب والإسكان المطور والإسكان العائلي والإسكان القومي، وتمتاز أغلب أحيائها بالتنظيم المعماري الجيد والطرق الممهدة ولا يزيد ارتفاع مبانيها عن عدة طوابق، ثم قامت الحكومة المصرية من خلال جهاز مدينة السادس من أكتوبر ببناء معظم هذة الأحياء السكنية، وقامت بتوزيع باقي الأراضي أو بيعها التي بني عليها فيما بعد عدد كبير من المجمعات الخاصة.

## الخدمات

### الصحة
تضم مدينة السادس من أكتوبر العديد من المستشفيات أهمها:
- مستشفى 6 أكتوبر المركزي.
- مستشفى تبارك للأطفال.
- مستشفى الزهور.
- مستشفى الصفوة.
- مستشفى جامعة 6 اكتوبر.
- مستشفى الأمل للولادة والجراحة.
- مستشفى الوادي.

### التعليم

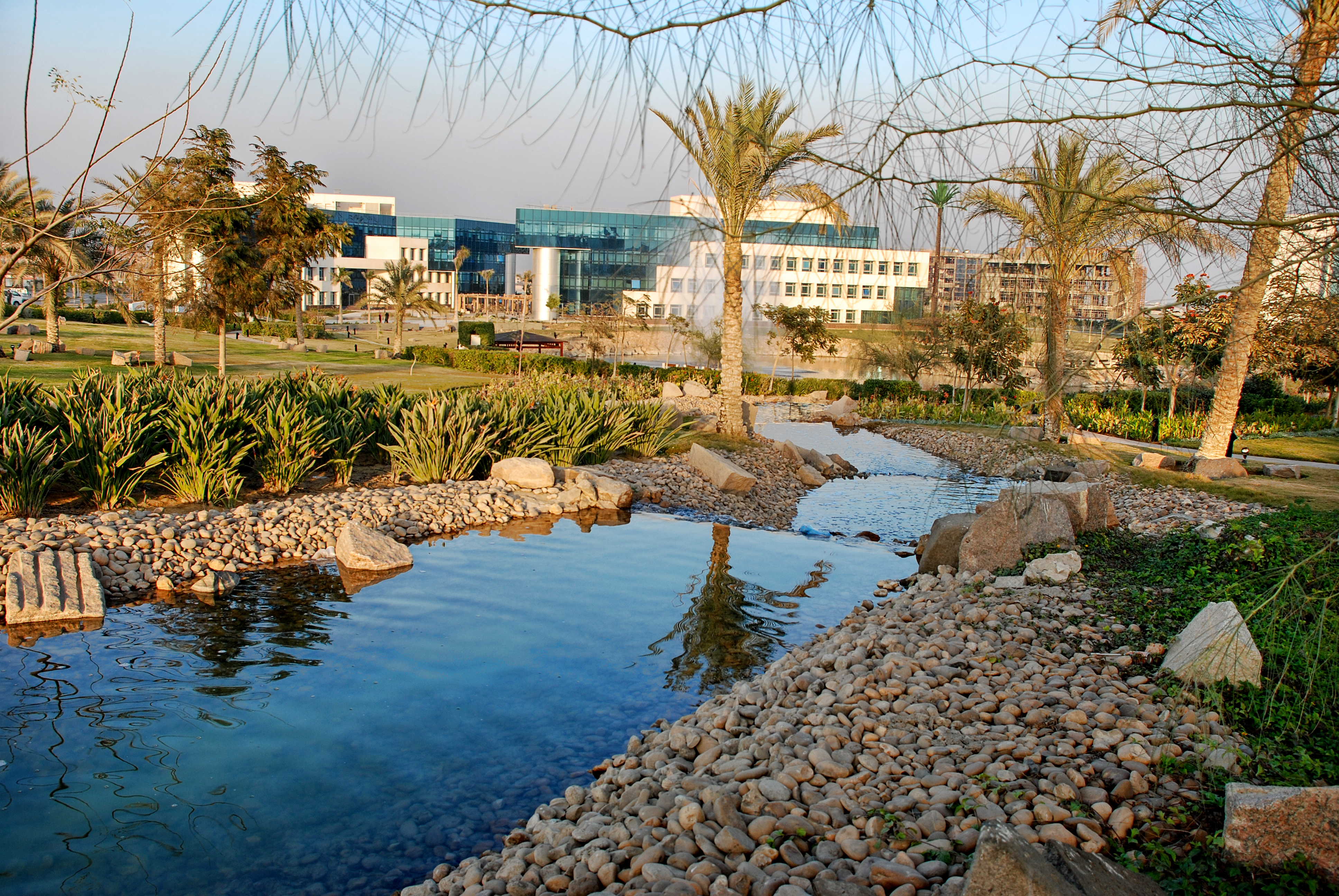
القرية الذكية.

تضم مدينة السادس من أكتوبر العديد من الجامعات الخاصة والمعاهد العليا والمتوسطة يصل إلى أكثر من ثلاثين معهد عالي.
- جامعة مصر للعلوم والتكنولوجيا[5]
- جامعة 6 أكتوبر[6]
- MSA جامعة العلوم والآداب الحديثة [7]
- أكاديمية أخبار اليوم[8]
- مدينة زويل للعلوم والتكنولوجيا[9]
- جامعة الأهرام الكندية[10]
- الأكاديمية الدولية للهندسة وعلوم الإعلام[11]
- مدينة الثقافة والعلوم[12]
- جامعة أكتوبر التكنولوجية
- المعهد التكنولوجي العالي فرع السادس من أكتوبر (معهد العاشر)[13]
- مدرسة مبارك كول[14]
- المعهد العالي للسياحة والفنادق 6 أكتوبر[15]
- المعهد العالي للهندسة المعمارية وتكنولوجيا إدارة الأعمال[16]
- معهد الأهرامات العالي للهندسة والتكنولوجيا
- المعهد العالي للفنون التطبيقية [17]
- ثلاثة مدارس تابعة للمدارس المصرية اليابانية
- مركز التدريب علي المعدات الثقيلة
- مركز التنمية الفنية والتدريب الحرفي التابع لوزارة الإسكان
- أكاديمية هيومن للتدريب والتعليم والتطوير (للتنمية البشرية والكمبيوتر واللغات) التابعة لساقية الشريف باكتوبر
- ساقية الشريف: وهو صالون أدبي وثقافي ورياضي.
- مدرسة المملكة الدولية[18]

### الترفيه
- كارفور
- مول العرب
- سيتي سكيب
- دولفين لاند
- مول مصر

## البنية التحتية

### الطرق والمواصلات
تبلغ طول شبكة الطرق بالمدينة حوالي 1450 كم.

### المياه والصرف الصحي
- تبلغ طول شبكة توزيع المياه بمدينة السادس من أكتوبر حوالي 1247 كم، بخلاف حوالي 322 يتم إنشاؤها حاليًا.
- تبلغ طول شبكات الصرف الصحي بالمدينة حوالي 1388 كم، وتضم المدينة ثلاثة محطات معالجة لمياه الصرف الصحي بطاقة استيعابية حوالي 265 ألف متر مكعب/ يوميًا.

## الاقتصاد

### المناطق الصناعية
المناطق الصناعية بـمدينة السادس من أكتوبر مقسمة إلى 6 مناطق بالإضافة إلى منطقة المخازن ومنطقة أبو رواش. وبها كبرى المصانع العالمية في جميع مجالات الصناعات المختلفة، مثل الصناعات الغذائية ومن أكبر المصانع الموجودة في هذا المجال مصنع جهينة ومصنع دومتي، وصناعات السيارات ومن أكبر المصانع الموجودة في هذا المجال أيضاً مصنع بي إم دبليو ومصنع مرسيدس ومصنع نيسان ومصنع سوزوكى، وصناعات الملابس الجاهزة ومن أكبر المصانع الموجودة في هذا المجال مصنع كونكريت للملابس الجاهزة، وصناعات التكيف والتبريد ومن أكبر المصانع الموجودة في هذا المجال مصنع يونيون أير ومصنع كارير، وصناعات مواد التنظيف ومن أكبر المصانع الموجودة في هذا المجال مصنع أريال، وصناعات الأدوات المنزلية وغيرها من الصناعات الأخرى  ويوجد في منطة أبو رواش أكبر صرح تكنولجي في مصر وهو القرية الذكية وتضم كبرى شركات الاتصالات والكمبيوتر في العالم. ومن الشركات التي توجد في القرية الذكية في مجال الكمبيوتر شركة أي بي إم وشركة ميكروسوفت وشركة أوراكل وغيرها من الشركات الكبرى، أما في مجال الاتصالات فيوجد شركة فودافون وشركة المصرية للاتصالات وغيرها أيضاً من الشركات الكبرى.

## معرض الصور

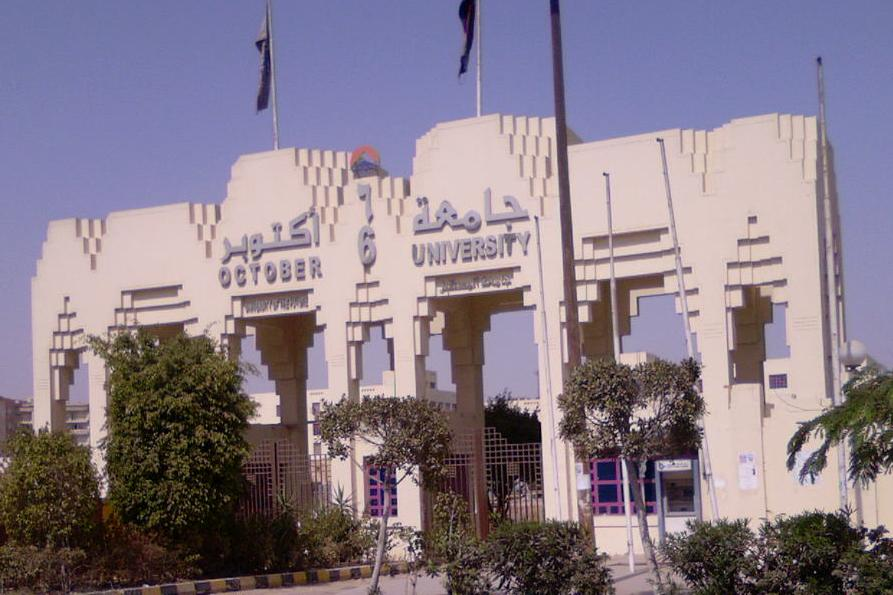
جامعة 6 أكتوبر
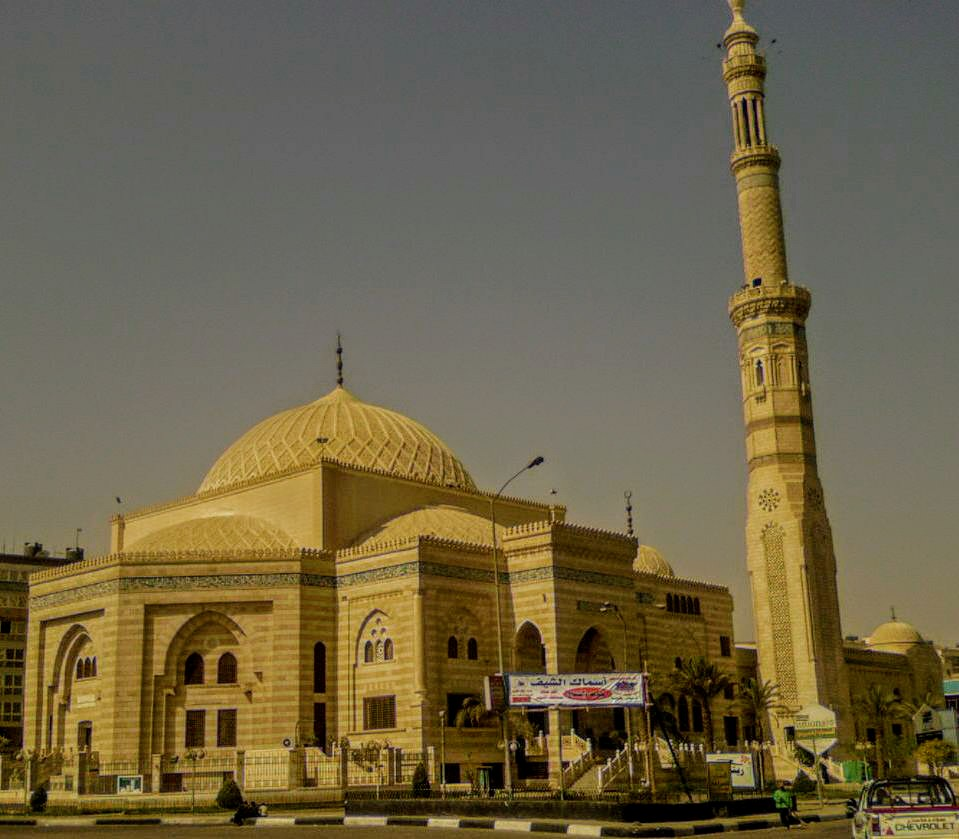
مسجد الحصري
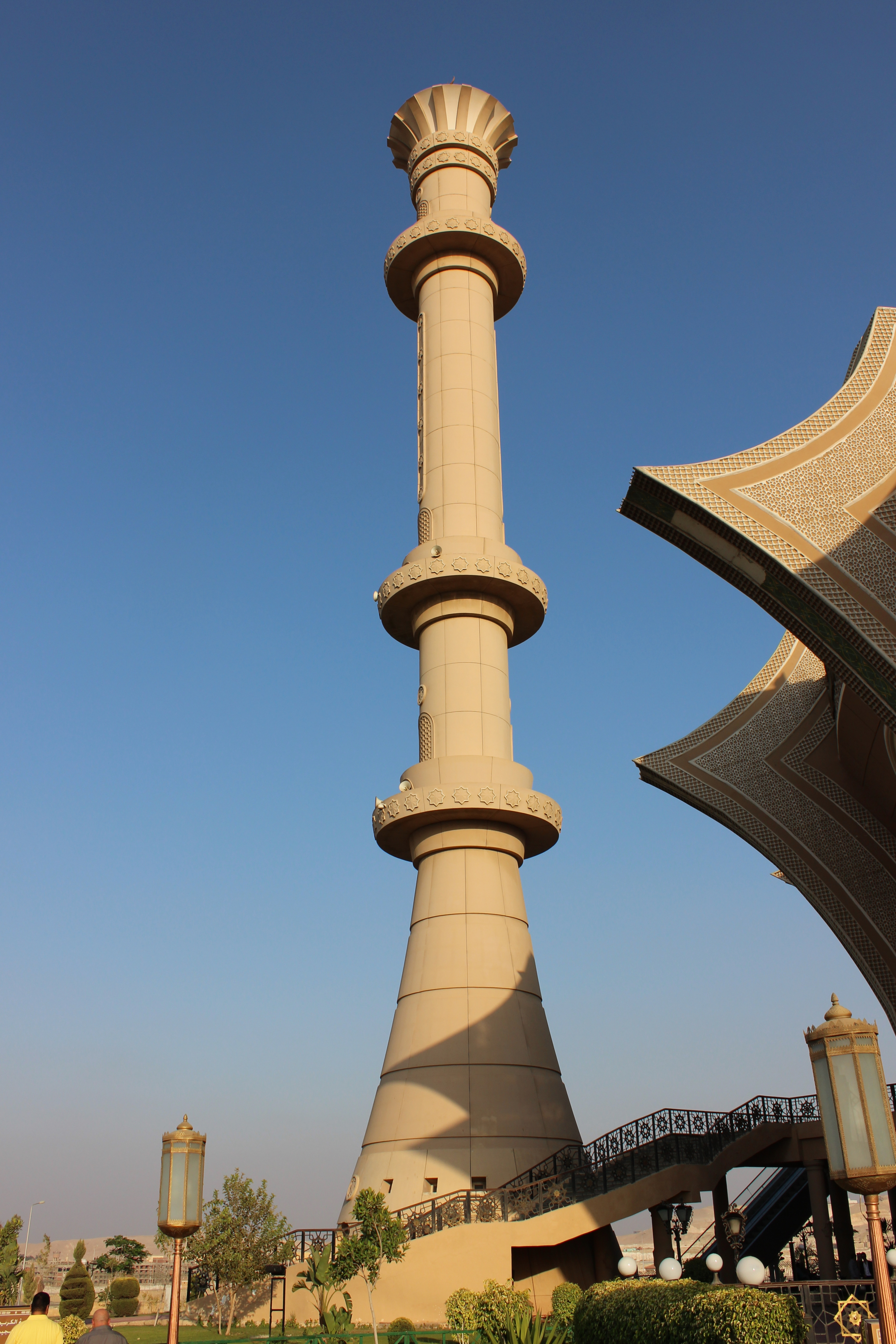
مئذنة مسجد الشرطة
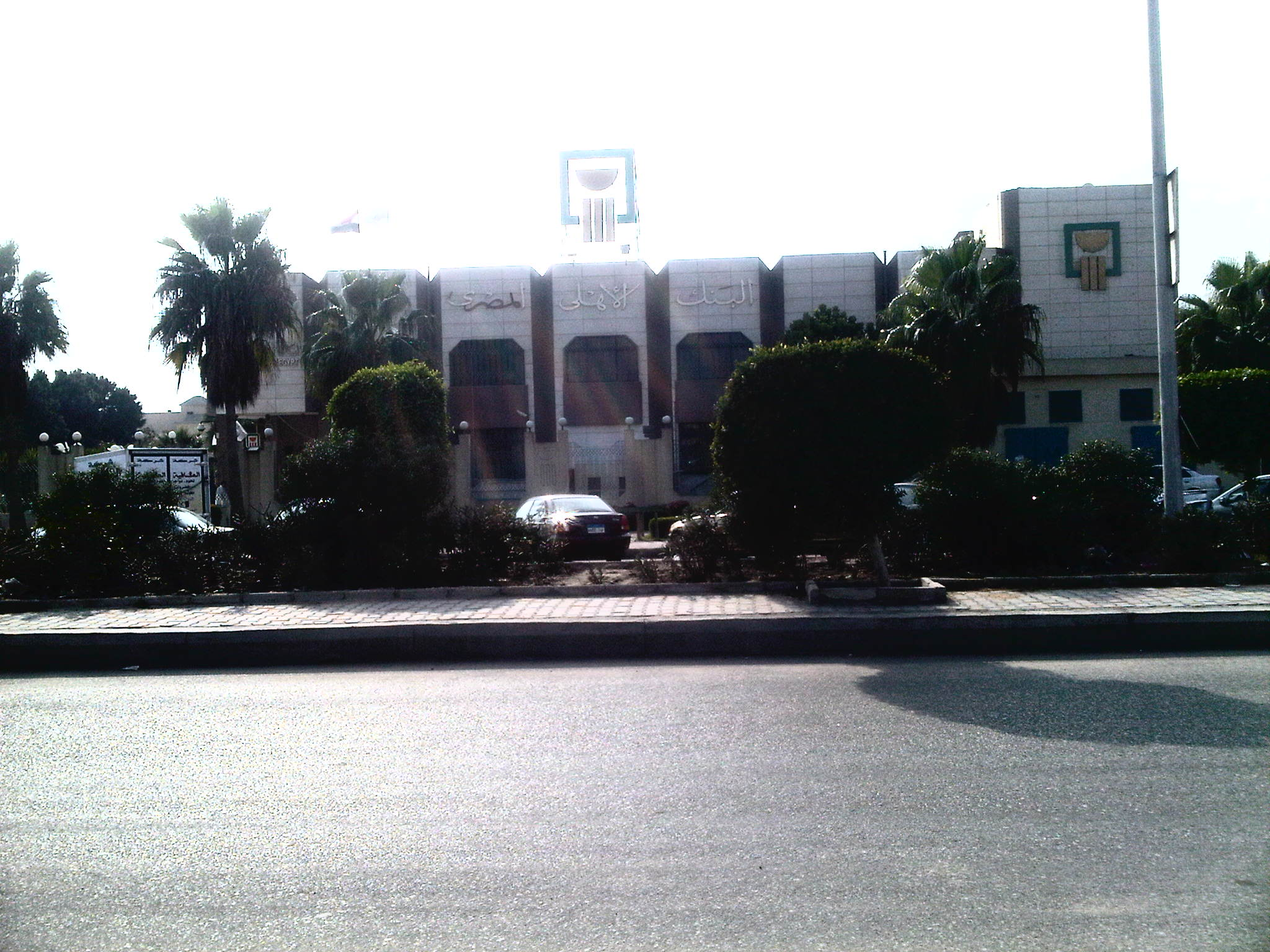
البنك الأهلي المصري
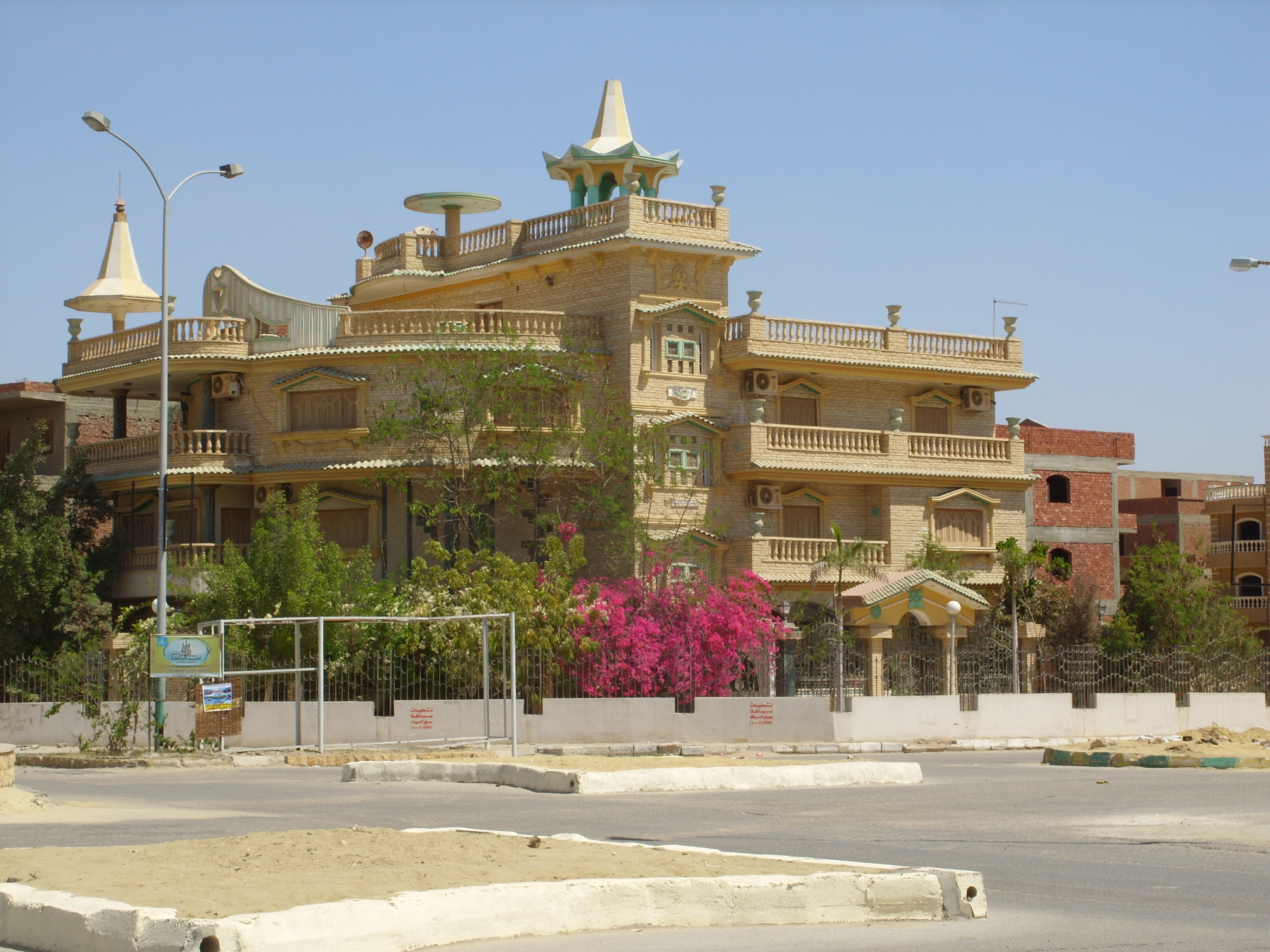
فيلا سكنية
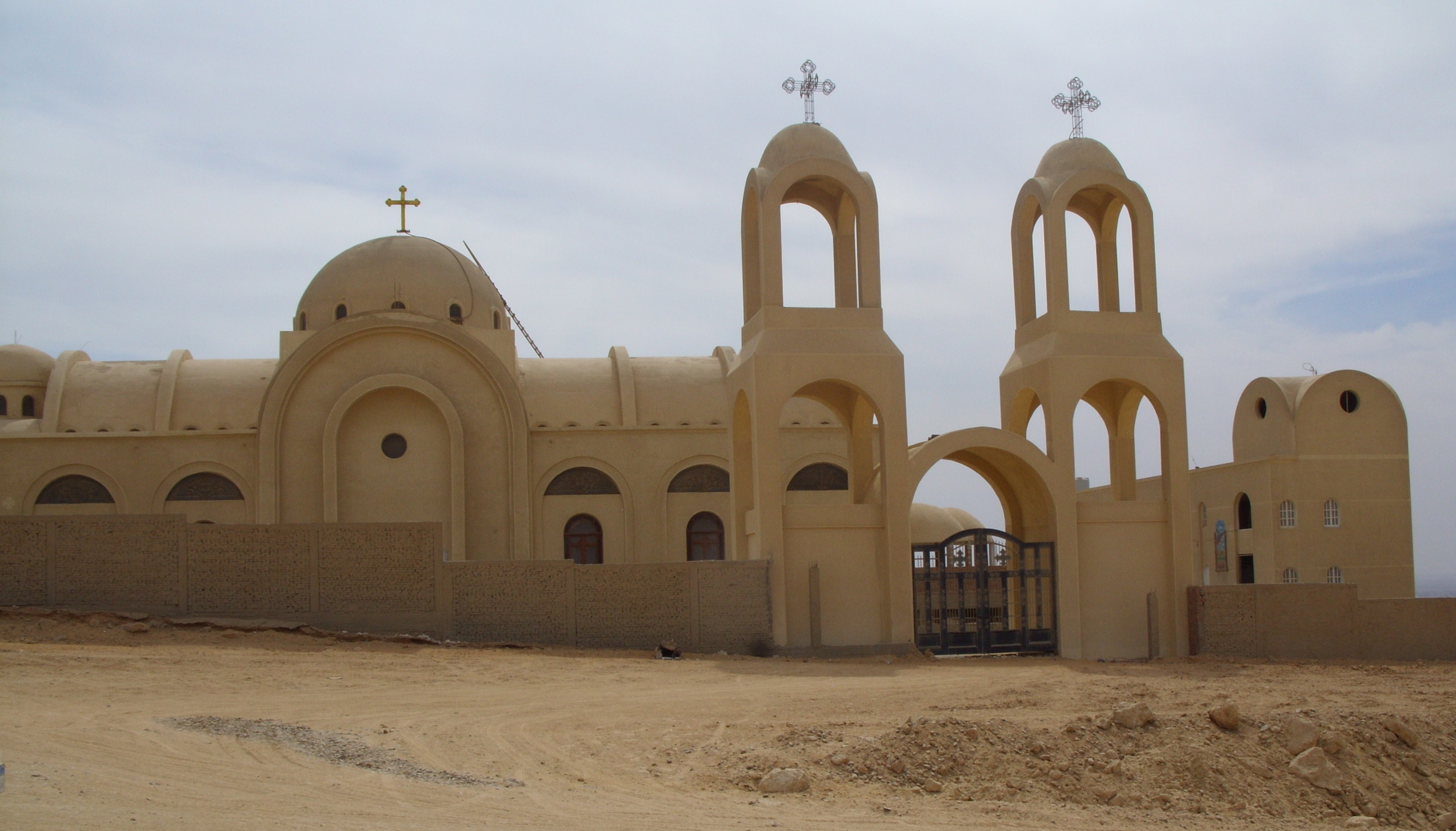
إحدى الكنائس بالمدينة
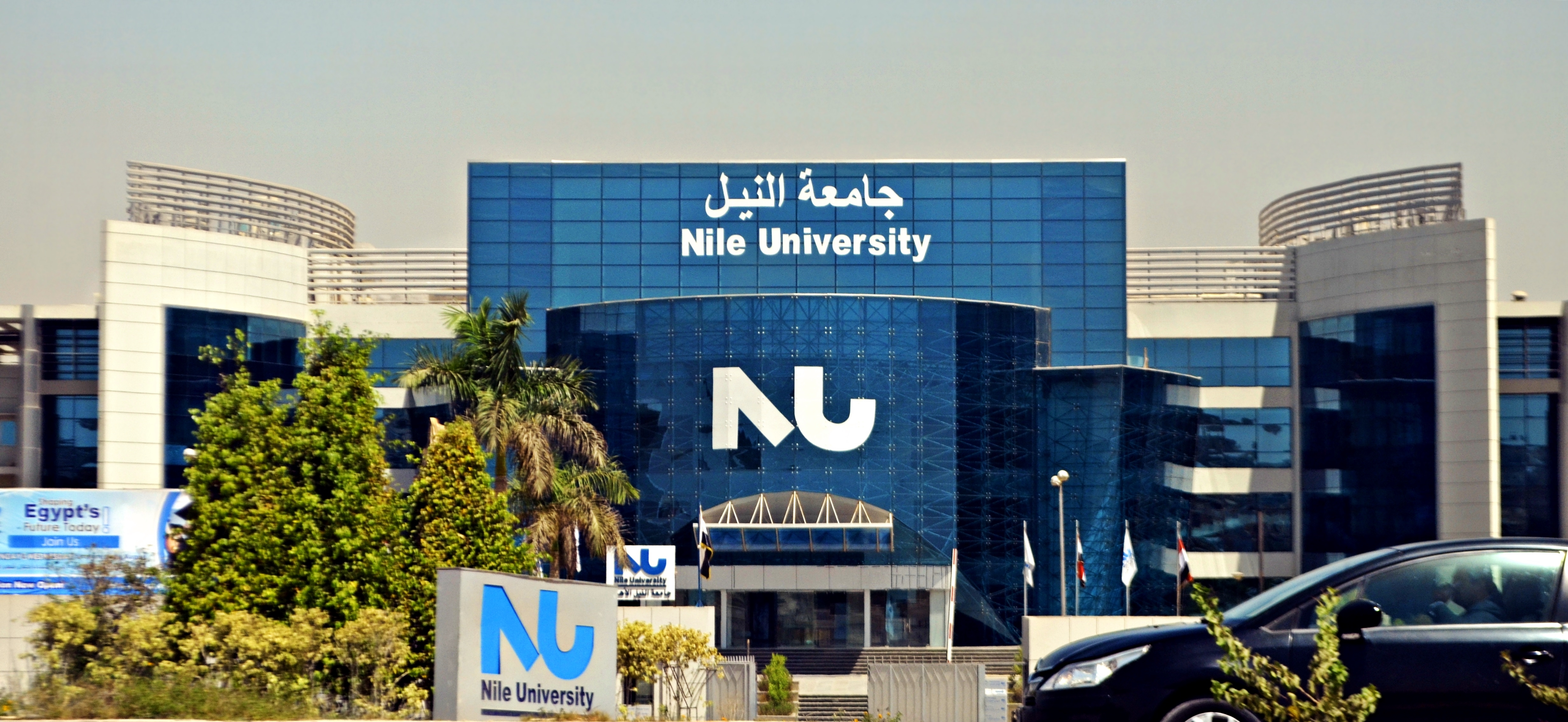
جامعة النيل(الشيخ زايد)
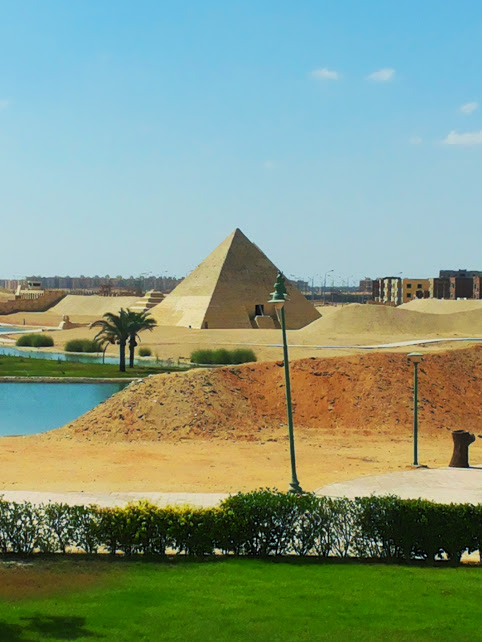
القرية الكونية
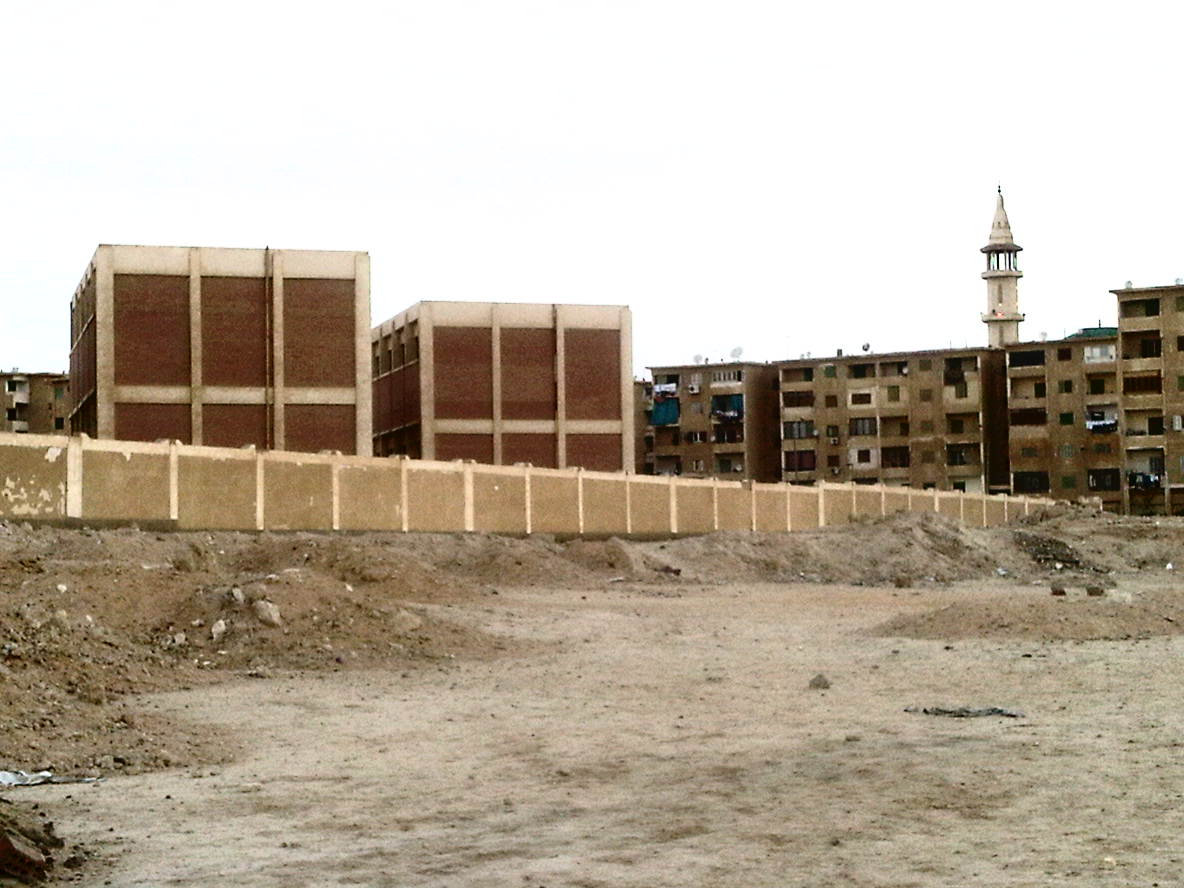
مدرسة مبارك كول

## وصلات خارجية
- صفحة المدينة على موقع هيئة المجتمعات العمرانية الجديدة